# کشتزارهای سپید
کشتزارهای سپید سومین فیلم سینمایی محمد رسول‌اف (۱۳۸۷) فیلمساز مستقل ایرانی است. کشتزارهای سپید در ایران همچون دیگر آثار محمد رسول اف اجازه نمایش پیدا نکرده است.
این فیلم برای نخستین بار در بخش مسابقهٔ پنجاه و هفتمین فستیوال بین‌المللی سن سباستین (۲۰۰۹) شرکت کرد و نامزد دریافت صدف طلایی این جشنواره بود. این فیلم برنده جایزه اصلی جشنواره بین‌المللی فیلم دوربان شد.

## داستان
داستان فیلم ما را با مردی به نام «رحمت» همراه می‌کند که وادی به وادی اشک چشم مردم را در شیشه‌ای جمع‌آوری می‌کند. تصاویر خیره‌کننده و زبان استعاری فیلم توجه منتقدان را جلب کرد. رسول اف با زبانی نمادین، بهره‌برداری قدرت سیاسی از فرهنگ خرافه پرست را نقد می‌کند.

## بازیگران
- حسن پورشیرازی
- یونس غزالی
- محمد ربانی
- محمد شیروانی
- آوا درویشی